# Gunther Krichbaum
Gunther Krichbaum (Korntal, 4 de mayo de 1964) es un abogado y político alemán miembro del partido Unión Demócrata Cristiana de Alemania (CDU). Es el presidente de la Comisión de Asuntos de la Unión Europea del Bundestag alemán.

## Biografía
Después de graduarse de secundaria en Stuttgart-Weilimdorf en 1984, Krichbaum completó su servicio militar en Sigmaringen y Dillingen / Danubio. A partir de 1985, estudió derecho en la Universidad de Tubinga y en la Universidad de Heidelberg, así como en Lausana y Ginebra, terminando en 1991. Durante sus estudios, recibió una beca de la Fundación Konrad-Adenauer y se convirtió en miembro de la asociación de estudiantes de Tubinga. 
Después de completar su pasantía legal en Heidelberg, trabajó hasta 2002 como asesor económico independiente de la empresa MLP AG en Pforzheim . 

## Carrera política
Krichbaum se unió a la Unión Junge en 1979 y también a la CDU en 1983. Fue vicepresidente de la CDU en la ciudad de Pforzheim desde 1999 hasta 2009, desempeñándose como presidente de distrito de la CDU Enzkreis / Pforzheim desde 2009. 
Krichbaum ha sido miembro del Bundestag alemán desde las elecciones de 2002 . Desde 2005, se desempeñó como portavoz adjunto del Parlamento Europeo del grupo parlamentario CDU / CSU, bajo la dirección del presidente del grupo, Volker Kauder . Durante ese tiempo, también fue el relator de su grupo parlamentario en Rumania. Desde junio de 2007, preside la Comisión de Asuntos Europeos. Además de las tareas de su comisión, ha sido miembro de la delegación alemana en la Asamblea Parlamentaria Franco-Alemana desde 2019.
Krichbaum siempre fue elegido directamente como representante de la circunscripción de Pforzheim en el Bundestag. En su primera elección en 2002, pudo recuperar para la su partido el mandato perdido en 1998 por el Partido Socialdemócrata contra el líder estatal Ute Vogt. En sus quintas elecciones federales de 2017, no pudo repetir este resultado, pero ganó el mandato directo con el 36.4% de los votos.
A nivel de la Unión Europea, Krichbaum es miembro del consejo del Partido Popular Europeo. 

## Reconocimientos
- 2009, Gran Oficial de la Orden de Orange Nassau por la Reina de los Países Bajos.[4]
- 2009, Oficial de la Legión de Honor de Francia.[4]
- 2010, Comandante de la Estrella de Rumania.[4]
- 2012, Orden al Mérito de la República de Austria.[4]

## Posiciones políticas
En junio de 2017, Krichbaum votó en contra de la introducción en Alemania del matrimonio entre personas del mismo sexo. Antes de la elección de líderes de los demócratas cristianos en 2018, apoyó públicamente a Friedrich Merz para que sucediera a Angela Merkel como presidenta del partido.